# Courcelles (Belgio)
Courcelles (in vallone Courcele) è un comune belga di 29 724 abitanti, situato nella provincia vallone dell'Hainaut.

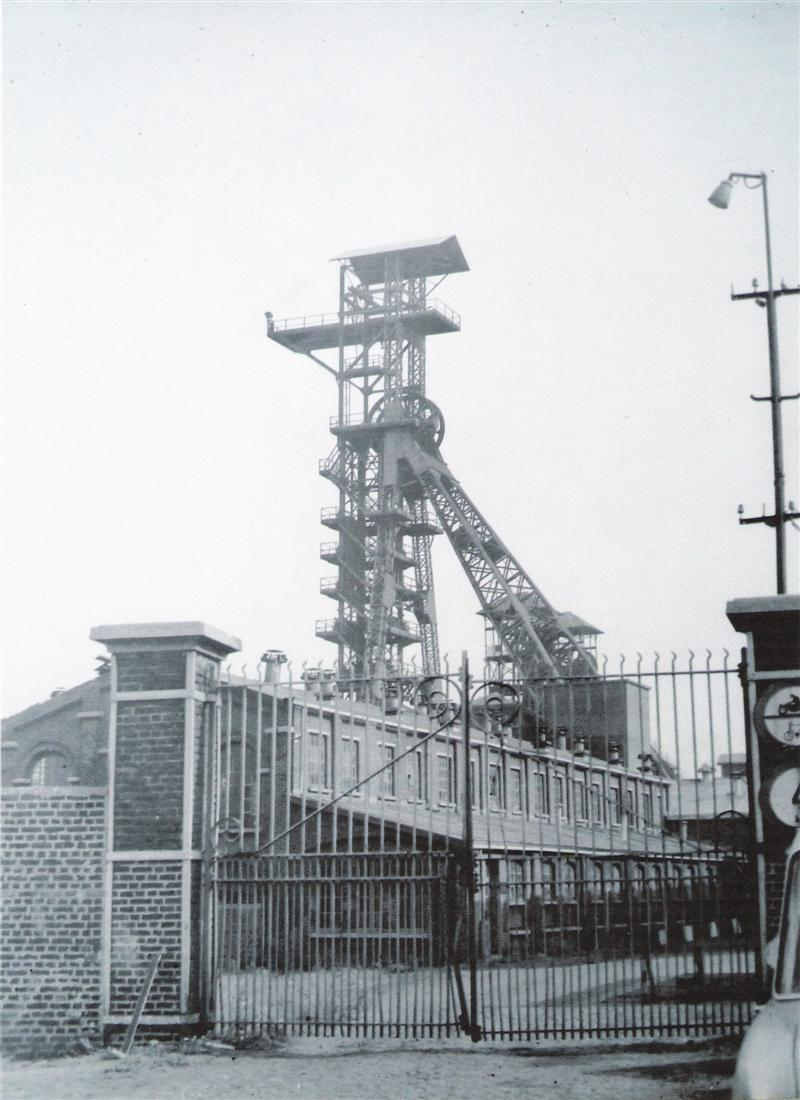
"6 Périer" Souvret